# 上条用水 (東春日井郡)
上条用水（じょうじょうようすい）は、愛知県春日井市を流れる用水路。

## 概要
またの名を上条井とも言う。庄内川を水源として春日井市の中南部一帯に流れている。灌漑面積は上条町、下条町、中切町、下津町、松河戸町合わせて約50ヘクタール。他にも付近には高貝用水、玉野用水等の用水路がある。

## 歴史
応永年間（1394年-1428年） 上条城主小坂氏の末裔及び地元の郷士であった林重之が荒廃が進んでいたこの地の再開拓に従事した際に用水路を引いたのが始まりである。寛文9年（1669年） 林重喜が関田村の庄屋らと共に用水路の改修工事を行なった。その後、何度か改修工事を施され現在に至る。